# Thomas Arendt
Thomas Arendt (* 23. November 1958) ist ein ehemaliger deutscher Fußballspieler, der 1986 für die BSG Stahl Brandenburg in der DDR-Oberliga aktiv war.

## Sportliche Laufbahn
Arendt verbrachte die meisten Jahre im höherklassigen Fußball bei der Betriebssportgemeinschaft Stahl Brandenburg. Er begann dort in der Saison 1977/78, als die BSG Stahl in der zweitklassigen DDR-Liga spielte. Sein erstes Pflichtspiel bestritt der 1,71 m große Stürmer am 8. Oktober 1977 in der Liga-Begegnung Stahl Brandenburg – BSG Chemie Premnitz (1:0). Im Mai 1978 musste Arendt seinen anderthalbjährigen Wehrdienst antreten. Im Oktober 1979 kehrte er zu Stahl Brandenburg zurück und wurde wieder in die DDR-Ligamannschaft eingegliedert.
1983 wurde Arendt mit der BSG Stahl Liga-Staffelsieger, die damit an den Aufstiegsspielen zur DDR-Oberliga teilnahm. Mit Platz drei in der Aufstiegsrunde verpassten die Brandenburger den Aufstieg. Arendt war an allen acht Qualifikationsspielen beteiligt und erzielte zusammen mit dem Riesaer Rainer Sachse mit fünf Toren die meisten Treffer. In der folgenden Saison wurde Stahl Brandenburg wieder Staffelsieger. Nachdem Arendt in den 22 Punktspielen nur dreizehnmal eingesetzt worden war (zwei Tore), bestritt er nun auch nur ein Aufstiegsspiel. Diesmal gewann Brandenburg die Aufstiegsrunde und stieg damit in die Oberliga auf.
Trotz seiner schlechten Bilanz in der Vorsaison wurde Arendt für die Oberligaspielzeit 1984/85 als Stürmer nominiert. Gegen das Sturmduo Frank Jeske und Holger Döbbel konnte er sich aber nicht durchsetzen. Auch als Jeske sich in der Saisonrückrunde langfristig verletzte, wurde ihm Peter Schoknecht vorgezogen, und Arendt kam in den Oberligaspielen nur viermal als Einwechselspieler zum Zuge.
Am Saisonende strich die BSG Stahl Arendt aus ihrem Kader und er schloss sich im Sommer 1985 dem DDR-Ligisten Motor Babelsberg an. Dort bestritt er in der Hinrunde der Saison 1985/86 zwölf der 17 Punktspiele, in denen er vier Tore erzielte. Mit Beginn der Rückrunde wechselte Arendt zum drittklassigen Bezirksligisten Motor Ludwigsfelde. Mit dieser Mannschaft gewann er die Bezirksmeisterschaft und die Aufstiegsrunde zur DDR-Liga, sodass er 1986/87 wieder im zweitklassigen Fußball vertreten war. Mit 30 Einsätzen (torlos) bei 34 Punktspielen war er Stammspieler der Ludwigsfelder, ebenso wie in der Spielzeit 1987/88, in der er 31 Punktspiele bestritt und ein Tor erzielte. Inzwischen fast 30-jährig kehrte Arendt im Sommer 1988 in die Bezirksliga Potsdam zurück, wo er sich der BSG Chemie Premnitz anschloss und nicht mehr in den höherklassigen Fußball zurückkehrte. Als Freizeitfußballer war er noch 2013 in der Traditionsmannschaft BSG Stahl Brandenburg aktiv.